# Amkar Perm
Der FK Amkar Perm (russisch Футбо́льный клуб "Амка́р" Пермь; Futbol'nyj klub Amkar Perm') war ein 1993 gegründeter russischer Fußballverein aus Perm, der Hauptstadt der gleichnamigen Region. Von 2003 bis 2018 spielte der Verein in der Premjer-Liga, der höchsten russischen Spielklasse.

## Geschichte
Der FK Amkar Perm wurde von den Arbeitern des Permer Düngemittelwerkes im Jahre 1993 gegründet, als die Mannschaft erstmals am Permer Stadtpokal teilnahm. Der Name Amkar leitet sich von den beiden Hauptprodukten des Werkes – Ammoniak (russisch Аммиак/Ammijak) und Harnstoff (карбамид/Karbamid) – ab. 1993 wurde Amkar Meister der Oblast Perm und stieg 1995 in die halbprofessionelle 2. Division (dritthöchste Liga), Staffel Zentrum auf. In der Saison 1996 wurde das Team Dritter, 1997 Vizemeister. 1998 stieg Perm schließlich als Meister der Staffel in die zweitklassige 1. Division auf, wo die Mannschaft sich sofort im oberen Drittel in der Nähe der Aufstiegsplätze etablieren konnte. 2001 wurde erstmals das Halbfinale des russischen Pokals erreicht, 2003 – nur zehn Jahre nach der Gründung als Betriebssportgruppe – gelang dem Verein als Meister der 1. Division der Aufstieg in die höchste russische Spielklasse, der Premjer-Liga. Dort konnte sich Amkar stets im Mittelfeld platzieren. 2004 erreichte der FK Amkar Perm ein zweites Mal das Pokal-Halbfinale. Der größte Erfolg war das Erreichen des Pokalfinales 2008, wo das Team erst im Elfmeterschießen dem ZSKA Moskau unterlegen war. Die höchste Ligaplatzierung wurde mit dem vierten Rang in der Saison 2008 erzielt.
Amkar hatte bis 2010 erst vier Trainer: bis 2006 Sergei Oborin, der das Team aus der vierten Liga ins Mittelfeld des Oberhauses führte, 2006/07 Raschid Rachimow und seit Beginn der Saison 2008 den Montenegriner Miodrag Božović. Zu Beginn des Jahres 2009 wurde dieser durch den bulgarischen Spezialisten Dimitar Dimitrow-Hero ersetzt. In der Saison 2010 wurde erneut Raschid Rachimow als Cheftrainer verpflichtet.
Am 21. Dezember 2010 gab Amkar Perm bekannt, dass der Klub wegen finanzieller Probleme sich freiwillig aus der Premjer-Liga zurückziehen werde. Der Verein sei mit 167 Millionen Rubel verschuldet. Am 25. Januar 2011 wurde jedoch bekannt gegeben, dass die finanziellen Schwierigkeiten überwunden seien und die Teilnahme an der Premjer-Liga gesichert ist.
Im Juni 2018 wurde dem Verein wegen finanziellen Schwierigkeiten von der Premier Liga (RPFL) die Lizenz verweigert und danach aufgelöst. Als Nachfolgeverein wurde der 1997 aufgelöste Verein FK Swesda Perm reaktiviert. Er wurde bereits 1932 gegründet und war zwischen 1945 und 1994 ein professioneller Verein. 1994 wurde Swesda von Amkar abgelöst, wenig später löste sich Swesda auf.

## Stadion
Der FK Amkar Perm trug seine Heimspiele im 19.500 Zuschauer fassenden Swesda-Stadion aus, das 1969 erbaut wurde. Seit 1995 ist die Spielfläche mit einem Kunstrasen ausgestattet. Der FK Amkar Perm teilte sich seine Heimspielstätte mit dem Russian Supreme Division-Verein Swesda 2005 Perm.

## Europapokalbilanz

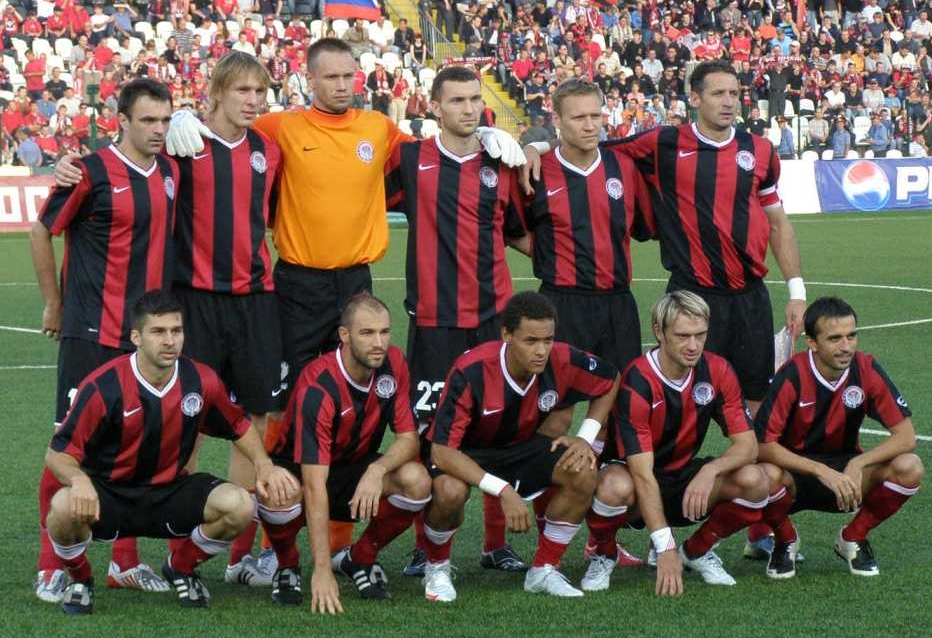
Startelf im ersten Europapokalheimspiel der Vereinsgeschichte am 27. August 2009 gegen den FC Fulham

Durch den vierten Tabellenplatz aus der Saison 2008 qualifizierte sich die Mannschaft für die Play-off-runde der UEFA Europa League 2009/10. Der einzige Auftritt des Permer Teams auf der europäischen Bühne endete erfolglos. Gegen den späteren Finalisten FC Fulham aus England wurde die Auswärtspartie mit 1:3 verloren, der anschließende 1:0-Heimsieg konnte das frühe Ausscheiden nicht verhindern.
| Saison  | Wettbewerb         | Runde     | Gegner    | Gesamt | Hin     | Rück    |
| ------- | ------------------ | --------- | --------- | ------ | ------- | ------- |
| 2009/10 | UEFA Europa League | Play-offs | FC Fulham | 2:3    | 1:3 (A) | 1:0 (H) |

Gesamtbilanz: 2 Spiele, 1 Sieg, 1 Niederlage, 2:3 Tore (Tordifferenz −1)

## Erfolge
- Meister der 1. Division: 2003
- Staffelmeister in der 2. Division: 1998
- Pokalfinalist: 2008
- Pokalhalbfinalist: 2001, 2004

## Bekannte ehemalige Spieler
| Russland - Georgi Dschikija - Wladimir Gabulow - Alexei Gassilin - Roman Gerus - Maxim Kanunnikow - Artur Nigmatullin - Nika Piliew - Alexander Prudnikow - Alexander Rjasanzew - Jewgeni Sawin - Naim Scharifi - Andrei Semjonow - Konstantin Syrjanow | GUS und ehemalige Sowjetunion - Robert Arsumanjan - Konstantin Vassiljev - Zourab Tsiskaridze - Vladimirs Kamešs - Marius Papšys - Bohdan Butko - Anton Schynder - Wital Bulyha - Wassil Chamutouski - Andrej Lauryk - Michail Siwakou | Europa - Blagoj Georgiew - Georgi Peew - Petar Sanew - Dimitar Telkijski - Felicio Brown Forbes - Nikolaos Karelis - Tomislav Dujmović - Stevica Ristić - Marko Simonovski - Radomir Đalović - Nikola Drinčić - Mitar Novaković - Gianluca Nijholt - Darko Bodul - Janusz Gol - Jakub Wawrzyniak - Erik Lincar - Branko Jovičić - Branimir Subašić - Michal Breznaník - Martin Jakubko | Rest der Welt - William Oliveira - Patrick Twumasi - Seiichirō Maki - Saeid Ezatolahi - Brian Idowu |

## Bekannte ehemalige Trainer
- Dimitar Dimitrow
- Raschid Rachimow
- Stanislaw Tschertschessow
- Gintaras Staučė (Torwarttrainer)
- Slavoljub Muslin